# ترور عروبه برکات
ترور عروبه برکات پنجشنبه شب ۲۱ سپتامبر ۲۰۱۷ توسط پلیس ترکیه در استانبول کشف شد. عروبه دکتر، نویسنده و مخالف سیاسی سوری که عضو شورای ملی سوریه (اپوزیسیون) نیز بود به همراه دخترش حلا با ضربات چاقو کشته شدند.
ایالات متحده آمریکا روز جمعه ۲۲ سپتامبر با صدور بیانیه تسلیتی ترور عروبه برکات و دخترش حلا برکات در شهر استانبول را محکوم کرد.

## زندگی‌نامه
عروبه برکات ۶۰ ساله و دخترش حلا ۲۲ ساله بود. عروبه برکات دکتر، نویسنده و مخالف سیاسی سوری عضو شورای ملی اپوزیسیون بود که به دلیل مخالفتش با حکومت بشار اسد از دهه ۱۹۸۰ مجبور به ترک وطن خود سوریه شد مدتی در انگلستان و بعد در امارات متحده عربی ساکن بود و بعد از آن به استانبول رفت.

## جزئیات ترور
آشنایان عروبه بعد از تلفن‌های مکرری که به آپارتمان آن‌ها زده‌اند و جوابی نگرفتند به پلیس اطلاع داده‌اند. پلیس ترکیه در تاریخ ۲۱ سپتامبر ۲۰۱۷ جسد عروبه و دخترش را در آپارتمانشان در محله اسکودار پیدا کردند. به گفته شذی خواهر عروبه آن‌ها با ضربات چاقو به قتل رسیدند. به گفته پلیس قتل آن‌ها دو سه روز قبل صورت گرفته بود و آثاری از ورود خشونت بار به آپارتمان نبوده‌است.

## فعالیت‌ها
عروبه برکات در دهه هشتاد قرن ۲۰ میلادی به دلیل مخالفتش با حکومت بشار اسد مجبور به ترک سوریه گردید و به کشورهای عربی و خارجی مختلف رفت. وی به فعالیت‌های مطبوعاتی و سیاسی و حمایت از انقلاب سوریه شناخته می‌شد وی به همراه دخترش حلا از شروع انقلاب مردم سوریه در آن شرکت نمود. عروبه فیلم‌های مستندی از کشتار مخالفین و شکنجه آن‌ها در زندان‌های اسد تهیه کرده بود.
عروبه برکات در حال تحقیق و گرد آوری مدارک در مورد شکنجه در زندان‌های حکومت بشار اسد بود و دخترش حلا سردبیر وبسایت خبری اورینت نیوز از مخالفان حکومت حاکم بود، او یک روزنامه‌نگار آزاد بود که به صورت آزاد برای تلویزیون دولتی TRT مطلب می‌نوشت.
عروبه برکات متن بیانیه پایانی کنفرانس مؤسسان جریان مردمی آزاد را در سال ۲۰۱۲ قرائت کرد. این جریان بخشی از نیروهای سیاسی و مردمی سوریه بود که بعد از انقلاب علیه رژیم اسد تشکیل گردید.
روزنامه ینی شفق ترکیه نوشت: مخالف سوری خانم برکات تهدیدهایی را اخیراً از جانب رژیم سوریه دریافت کرده بود.

## مراسم بزرگداشت
مراسم بزرگداشت روز شنبه ۲۳ سپتامبر در مسجد الفتح در استانبول برگزار شد که گروهی از روزنامه نگاران و سیاستمداران سوری مخالف در آن شرکت کردند.

## واکنش‌ها
- خواهر عروبه برکات حکومت بشار اسد را مسئول قتل خواهر و دخترخواهرش معرفی کرد.[۱][۳][۲]
- ایالات متحده آمریکا ترور عروبه برکات، مخالف و نویسنده سوری و دخترش حلا برکات در شهر استانبول را محکوم کرد. هدر نائِورت سخنگوی وزارت‌خارجه آمریکا طی بیانیه یی اعلام کرد: «آمریکا از قتل عروبه و حلا برکات عمیقاً متأسف است. حلا بعنوان خبرنگار برای اورینت نیوز کار می‌کرد. ما کار شجاعانه مادر او را بیاد می‌آوریم که یک فعال سوری بود و جنایات رژیم سوریه را گزارش می‌کرد. ایالات متحده مرتکبان این قتل‌ها را محکوم می‌کند. ما تحقیقات در مورد این قتل را از نزدیک دنبال خواهیم کرد.»[۲][۴]
- حلا تابعیت آمریکا را داشت و سفارت آمریکا در ترکیه گفت که جزئیات این موضوع را دنبال می‌کند.[۸]